# Gabasa
Gabasa (Gavasa, en catalán ribagorzano) es una localidad española de la provincia de Huesca, Aragón, integrante del municipio de Peralta de Calasanz a 4 km de Peralta de la Sal; contaba con 74 habitantes en 1980 y solo 21 en 1991.

## Historia
El documento más antiguo data del 1206 del Real Monasterio de Santa María de Sigena donde se le menciona también como Gavasa y Gabassa.

## Demografía
| Gráfica de evolución demográfica de Gabasa entre 1842 y 1960 |
| |
| Población de derecho según los censos de población del INE Población de hecho según los censos de población del INEEntre el censo de 1857 y el anterior, crece el término del municipio porque incorpora a 225136 (Labazuy) Entre el censo de 1970 y el anterior, este municipio desaparece porque se integra en el municipio 22175 (Peralta de Calasanz) |

## Lugares de interés
- Castillo de la Peña de Misdía o Peña de Misdía o Castillo de Gabasa
- Puente de la Paúl o Puente de la Foz
- Cueva de los Moros[6]